# Trifolium diffusum
Trifolium diffusum es una especie herbácea perteneciente a la familia de las fabáceas originaria de Eurasia.  

## Descripción
Trifolium diffusum es una hierba de crecimiento anual,  pelosa, con tallos que alcanzan un tamaño de 20-80 cm de altura, erectos, con pelos patentes salvo en su parte inferior, que a menudo es glabra. Hojas alternas, estipuladas, pecioladas; folíolos hasta de 40 x 15 mm, obovados o elípticos. Inflorescencias  capituliformes, ovoides, en apariencia terminales. Cáliz ligeramente zigomorfo, cónico, peloso. Corola con los pétalos soldados por su base y al tubo del androceo, rosados, glabros, marcescentes o caedizos en la fructificación. Fruto  indehiscente, con pericarpo membranáceo, con 1-2 semillas finamente ruguladas, purpúreas. Tiene un número de cromosomas de 2n = 16.

## Distribución y hábitat
Se encuentra en pastizales nitrificados de sistemas forestales; a una altitud de 200-1500 metros en el S de Francia, Córcega, Cerdeña, Sicilia, penínsulas Ibérica, Balcánica y de Crimea, Cáucaso, Transcaucasia y Asia Menor.

## Taxonomía
Trifolium diffusum fue descrita por Jakob Friedrich Ehrhart y publicado en Beitr. Naturk. 7: 165. 1792.
Etimología
Trifolium: nombre genérico derivado del latín que significa "con tres hojas".
diffusum: epíteto latino que significa "extendido".